# Nové Veselí
Nové Veselí (deutsch Neu Wessely, auch Neuwessely, Neuwesseln, Wesselns) ist eine Minderstadt in Tschechien. Sie liegt sechs Kilometer südwestlich von Žďár nad Sázavou und gehört zum Okres Žďár nad Sázavou.

## Geographie
Nové Veselí befindet sich am Oberlauf der Oslava in der Böhmisch-Mährischen Höhe am Rande des Landschaftsschutzgebietes CHKO Žďárské vrchy. Der Ort liegt am Ufer des Veselský rybník (Wesseller Teich), nordwestlich befindet sich mit dem Matějovský rybník ein weiterer großer Teich.
Nachbarorte sind Budeč und Radonín im Norden, Vatín und Sazomín im Osten, Březí nad Oslavou und Kotlasy im Südosten, Pokojov und Bohdalov im Süden, Újezd im Südwesten sowie Matějov und Česká Mez im Nordwesten.

## Geschichte
Der Ort entstand wahrscheinlich am Übergang vom 13. zum 14. Jahrhundert im Zuge der Besiedelung des mährischen Grenzwaldes an dem nach Böhmen führenden Handelsweg Libitzer Steig. Erstmals schriftlich erwähnt wurde das zur Herrschaft Meziříčí gehörige Dorf Wessela villa im Jahre 1377 in der Landtafel, als Jan d. J. von Meziříčí seinen gesamten Besitz vor seiner Abreise nach Italien erblich seinem Vetter Jan d. Ä. von Meziříčí überschrieb. Die Schenkung erfolgte jedoch bereits 1368. Die Existenz einer Pfarre in Wesele ist seit 1393 nachweisbar. Seit 1446 besaß Wesele das Heimfallrecht. Im darauffolgenden Jahre verkaufte Georg von Krawarn auf Strážnice das die Feste Wesele an Jan d. Ä. von Lomnice. 1515 erbte Vilém Meziříčský von Lomnice die Feste mit dem zugehörigen Dorf. 1529 wurde Wesele erstmals als Städtchen bezeichnet. Im Jahre 1552 wurde das Gut Neu Wessely geschaffen. 1562 übertrug Sigmund Held von Kement auf Meziříčí seiner zweiten Frau Alena Meziříčský testamentarisch das Gut. 1563 verlieh Held dem Städtchen Wessely das Braurecht und überließ ihm zu diesem Zweck den Teich Kněžský rybník. Im gleichen Jahre erweiterte Ferdinand I. die Privilegien des Städtchens, das dabei den Namen Neu Wessely und ein neues Wappen erhielt, um die Gerichtsbarkeit, das Zunftrecht und Marktrecht. Die herrschaftliche Brauerei entstand ebenfalls 1563. 1564 erfolgte der Umbau der Feste zu einem Schlösschen. Unter den Herren von Pernstein entstand in der 2. Hälfte des 16. Jahrhunderts der Veselský rybník. Die böhmische Herrschaft Polna stellte 1592 ihren Untertanen in Velká Losenice die Einfuhr von Bierfässern aus Neu Wessely unter Strafe. 1598 bestätigte Alena Berka von Lomnice die von Sigmund Held erteilten Privilegien. 1654 brannten 14 Häuser ab. Im Jahre 1662 ist in Neu Wessely erstmals eine Schule nachweisbar. Nach Beschwerden über die Qualität des Bieres ließ der Datschitzer Hauptmann Hertlin 1667 eine Inspektion der Wirtschaften vornehmen. 1678 erwarb Georg Christoph von Globitz das Gut Neu Wessely. Nachfolgende Besitzer waren die Grafen Kinsky, die das Gut 1707 an das Zisterzienserkloster Saar verpachteten und diesem 1709 die Herrschaft schließlich verkauften. 1745 wurde das Gut Neu Wessely in der Landtafel gelöscht und das Schlösschen blieb ungenutzt. Nach der Vollendung der St. Wenzels-Kirche erfolgte 1760 der Abbruch der alten Kirche. Das wüste Schlösschen wurde 1793 für 116 Gulden an den Müller Růžička verkauft. 1831 zerstörte ein Großfeuer 70 Häuser, darunter die Schule, das Pfarrhaus und die Kirche. Beim Wiederaufbau der Kirche wurde die Höhe des Turmes um ein Drittel reduziert.
Nach der Aufhebung der Patrimonialherrschaften bildete Nové Veselí / Neu Wessely ab 1850 eine Marktgemeinde im politischen Bezirk Neustadtl. 1926 nahm eine Brennerei die Produktion auf. Der Status als Městys wurde 1948 nicht erneuert. Seit 1949 gehört die Gemeinde zum Okres Žďár nad Sázavou. 1977 entstand eine Mosterei. Das Wappen und Banner der Gemeinde wurde 1998 am Parlament bestätigt. 1999 wurde ein neuer Friedhof angelegt, dessen Weihe im Jahre 2000 erfolgte. Seit dem 10. Oktober 2006 ist Nové Veselí wieder ein Městys.

## Gemeindegliederung
Für den Městys Nové Veselí sind keine Ortsteile ausgewiesen.

## Sehenswürdigkeiten
- Kirche des hl. Wenzel, einschiffiger Barockbau errichtet ab 1752 unter dem Abt Bernhard von Hennet. Im Innern des 1757 geweihten Bauwerkes befindet sich ein zinnernes Taufbecken von 1609 mit alttschechischer Inschrift
- barocke Kapelle des hl. Rochus, erbaut 1680 zum Schutz vor der Pest
- Renaissanceschlösschen Nové Veselí mit Renaissanceportal und Arkadengang, errichtet 1564 für die Gräfin Berka von Lomnice. Das Bauwerk befindet sich in Privatbesitz, das Hauptgebäude gehört seit 1989 Miloš Zeman
- Pfarrhaus, errichtet 1784
- Ehemalige Mühle mit erhaltener Sgraffitoverputzung
- Veselský rybník mit 87 ha Wasserfläche

## Persönlichkeiten

### Söhne und Töchter der Gemeinde
- Franz Eymuth (1797–1865), Jurist und Abgeordneter
- Julius Pelikán (1887–1969), Bildhauer
- Václav Kratochvíl (1903–1988), Generaloberst der Tschechoslowakischen Armee

### Im Ort wirkten und lebten
- Václav Kálik (1891–1952), der Komponist war zwischen 1914 und 1922 in den Sommermonaten zu Gast in Nové Veselí und schuf hier einige seiner Werke
- Miloš Zeman (* 1944), Staatspräsident Tschechiens, lebt seit 2002 in Nové Veselí und ist seit 1999 Ehrenbürger